# إقليم روييغي
محافظة روييغي (بالإنجليزية: Ruyigi Province) هو أقليم في بوروندي، يقع في بوروندي، بلغ عدد سكانه 400,530  نسمة وذلك حسب إحصائيات سنة 2008، عاصمته رويجي، تبلغ مساحته 2,338.88 كيلومتر مربع.

## الموقع
يشترك في الحدود مع:
- إقليم روتانا
  - إقليم كاروزي
  - مقاطعة جيتيغا
  - إقليم كانكوزو.

## التقسيمات الإدارية
- Commune of Butaganzwa  [لغات أخرى]‏
- Commune of Butezi [الإنجليزية]‏
- Commune of Bweru [الإنجليزية]‏
- Commune of Gisuru [الإنجليزية]‏
- Commune of Kinyinya [الإنجليزية]‏
- Commune of Nyabitsinda [الإنجليزية]‏
- رويجي.